# 沈文庆
沈文庆（1945年8月21日—），男，上海人，中国实验核物理学家，中国科学院上海应用物理研究所研究员，国家自然科学基金委员会副主任，中国核物理学会理事长。曾任国家“973”重点基础研究发展规划“放射性核束物理和核天体物理”项目首席科学家，中国科学院近代物理研究所副所长，上海分院院长。

## 生平
1967年毕业于清华大学工程物理系。1999年当选为中国科学院院士。